# Lodo

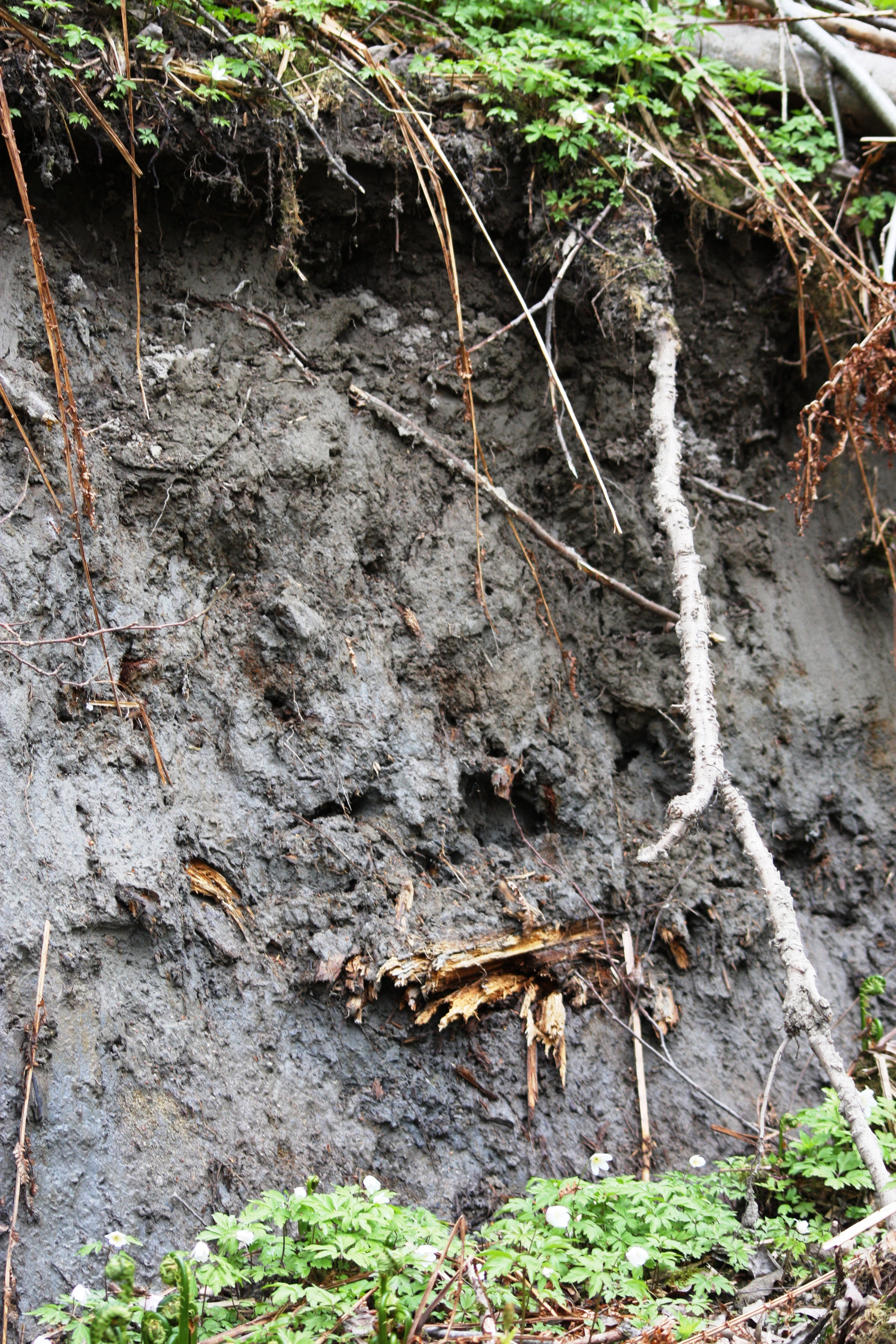
Aspecto das camadas superficiais de um "lameiro".

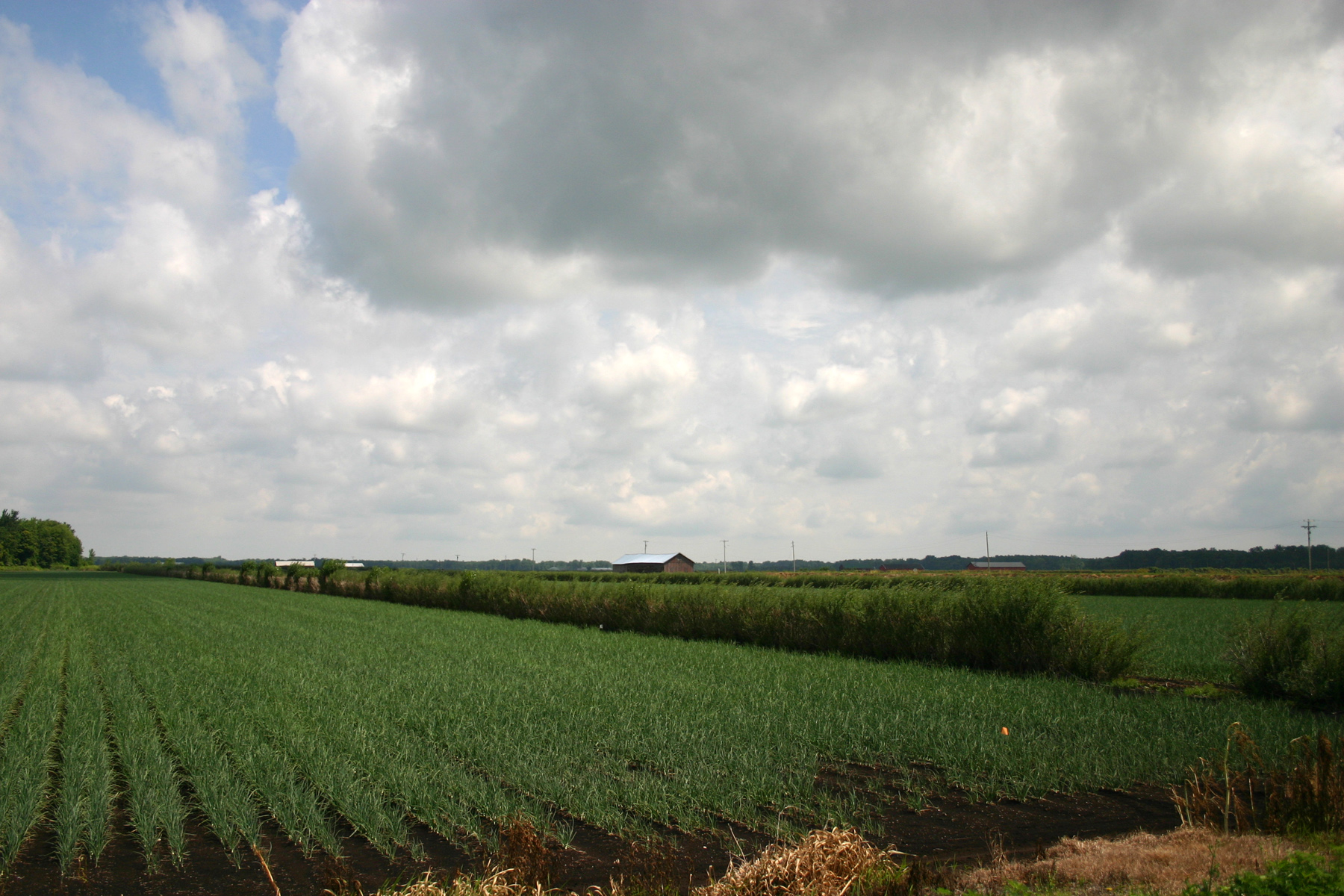
Cebolas cultivadas num solo de vasa (Elba, New York, parte das Torrey Farms).

Lodo (ou vasa) é um termo usado para designar o sedimento próprio das terras inundadas, como o fundo dos mares, rios, lagos ou pântanos. Do ponto de vista pedológico, os lodos (ou vasas) constituem um subtipo de histossolo (histosol) designado por sáprico (ou sapric na terminologia pedológica internacional) no qual praticamente toda a matéria orgânica sofreu uma decomposição suficiente para impedir a identificação de partes de plantas ou de matéria fecal.

## Descrição
Os lodos são uma mistura de substâncias que geralmente se caracteriza por apresentar minerais, colóides e partículas provenientes de matéria orgânica decomposta em suspensão no meio aquoso. Frequentemente o lodo serve de suporte ao desenvolvimento de seres vivos que se beneficiam da existência de nutrientes no meio lodoso.
O lodo de esgoto, cujo uso foi descoberto recentemente, pode ser utilizado na agricultura, trazendo diversos benefícios como o aumento da fertilidade e teor de matéria orgânica no solo, contribuindo para o aumento da produtividade. Além disso, esse material ainda contribui para o controle de uma séria praga presente em muitos tipos de solos, os nemátodos.
Do ponto de vista da pedologia e da agricultura, os lodos, vasas e lameiros são solos sápricos que estão naturalmente encharcados ou estão total ou em parte drenados artificialmente.

## Pedologia
De acordo com a Base Mundial de Referência para os Recursos do Solo (a World Reference Base for Soil Resources ou WRB) e sistemas similares de classificação do solo, os lodos, vasas e lameiros são um subtipo de histossolo, um solo constituído principalmente por materiais orgânicos, no qual praticamente toda a matéria orgânica sofreu uma decomposição suficiente para impedir a identificação de partes de plantas e mesmo de matéria fecal. São em geral solos profundos, de cor escura e com elevada friabilidade, frequentemente ricos em margas ou argilas margosas.

### Classificação
A classificação internacional da WRB define sapric (sa) como um histossolo com menos de um sexto (em volume) da matéria orgânica constituída por tecido vegetal reconhecível num raio de 100 cm da superfície do solo.
Na classificação canadiana, os lameiros e solos de vasa são abrangidos pela Ordem Orgânica conforme definida no Sistema Canadiano de Classificação dos Solos, no qual os lodos, lameiros e vasas são solos orgânicos com um mínimo de 30% de matéria orgânica e uma profundidade de pelo menos 40 cm.
Na classificação norte-americana da taxonomia de solos do USDA (USDA soil taxonomy), os solos sapric podem ser um subtipo de um solo do tipo haplohemist ou glacistel, mas pode também ser um material orgânico de diagnóstico do solo em que o teor de fibra é inferior a um sexto do volume. Os solos de lodos, vasas ou lameiros são definidos pelo Natural Resources Conservation Service, o NRCS, do Departamento de Agricultura dos Estados Unidos, como solos orgânicos sápricos que estão saturados em água mais de 30 dias cumulativos em anos normais ou são artificialmente drenados. Nesta acepção, um exemplo seria um solo constituído principalmente por húmus em terras pantanosas drenadas.

### Usos agrículas
Estes solos são utilizados para o cultivo de culturas especializadas, como a cebola, a cenoura, o aipo e a batata.
A cultura em lameiros instalados em pântanos drenados é uma parte importante da agricultura nos estados norte-americanos de New York, Ohio, Illinois, Indiana, Michigan, Wisconsin e Florida, onde se cultivam sobretudo produtos hortícolas. Os solos lodosos de Torrey Farms em Elba, Nova Iorque, que abrange os condados de Orleans, Niagara e Genesee, é considerado a maior extensão contínua de lameiros do mundo.
Outra grande área de lemeiros, conhecida como a Black Dirt Region, existe no baixo Hudson Valley. Os “muckers” americanos, como são designados os agricultores destas regiões, têm frequentemente raízes nos Países Baixos ou na Europa de Leste, onde os seus antepassados praticavam um tipo de agricultura semelhante.
Holland Marsh, a norte de Toronto, Ontário, é o local da Muck Crops Research Station, uma instalação de investigação agronómica da University of Guelph.

### Conservação
A agricultura em solos de lodo ou vasa é controversa porque a drenagem das zonas húmidas destrói os habitats da vida selvagem e dá origem a um conjunto de problemas ambientais. É pouco provável que se criem mais solos agrícolas deste tipo nos Estados Unidos ena Europa devido à regulamentação ambiental.
Acresce que o uso agrícola destes solos é propenso a problemas. O solo é muito leve, pelo que são necessários quebra-ventos para proteger estes campos em tempo seco. Devido à sua riqueza em matéria orgânica, quando drenados e secos, estes solos também se podem incendiar e arder no subsolo durante períodos alargados, de forma semelhante ao que acontece com as turfeiras quando secas. A oxidação também remove uma parte destes solos todos os anos, tornando-os progressivamente mais finos. A oxidação também liberta dióxido de carbono, sendo um contribuinte líquido para a mudança climática. Alguns terrenos de lameiro foram recuperados e restaurados como zonas húmidas para conservação da vida selvagem.
Os impactes ambientais da drenagem e da produção agrícola causam a perda de matéria orgânica nos solos de lodo e vasa através da erosão, da oxidação e de outros processos coletivamente designados por subsidência, resultando no progressivo afundamento da superfície do terreno. As práticas agrícolas, como as culturas de cobertura e a redução das necessidades de lavoura, podem reduzir significativamente a subsidência, mas não a podem inverter. Os solos de lodo e vasa são, na sua essência, um recurso agrícola não renovável.

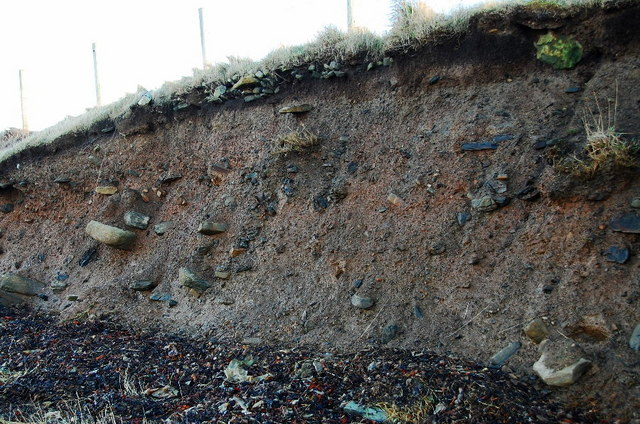
Corte na camada superficialde um lameiro.
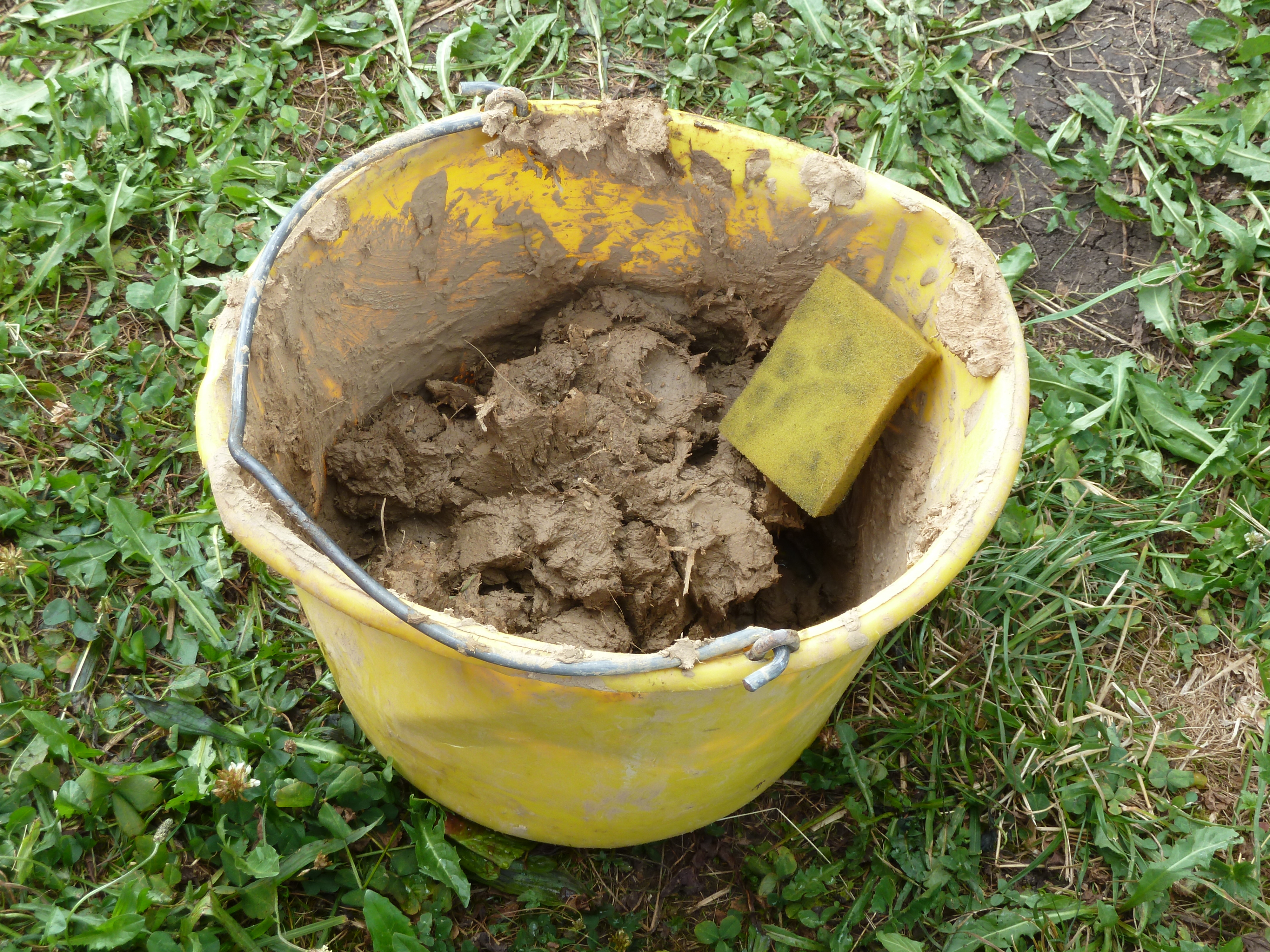
Um balde com lodo.